# Not Your Kind of People
Not Your Kind of People ist das fünfte Studioalbum der amerikanisch-schottischen Rockband Garbage. Es erschien am 11. Mai 2012 und wurde von der Band auf deren eigenem Label Stunvolume produziert.

## Entstehung und Veröffentlichung
Not Your Kind of People war das erste Studioalbum der Band nach sieben Jahren. Die Band hatte 2005 nach der Veröffentlichung von Bleed Like Me die zur Albumveröffentlichung gehörende Tournee abgebrochen. Gründe waren gesundheitliche Probleme und Konflikte mit der Plattenfirma.
Die vier Mitglieder der Band widmeten sich ihren eigenen Karrieren. Manson nahm ein eigenes Album auf, das bisher unveröffentlicht ist und übernahm kleine Filmrollen und eine Hauptrolle in der Fernsehserie Terminator: The Sarah Connor Chronicles. Gitarrist Duke Erikson war ebenfalls im Filmgeschäft tätig, während Steve Marker mit seiner eigenen Musik beschäftigt war und Butch Vig als Produzent von Alben für Jimmy Eat World, The Subways und Green Day fungierte.
Zu einem erneuten Kontakt zwischen Shirley Manson und Butch Vig kam es auf einer Beerdigung. Es folgte die gemeinsame Arbeit an einer Benefiz-Single. Schließlich ging die Band im Jahr 2010 wieder gemeinsam ins Studio, um neue Lieder für das Album zu schreiben. Das Album entstand nicht wie die Vorgänger in den von Vig mitgegründeten Smart Studios, sondern in verschiedenen Studios in Los Angeles.
Vor dem Album wurde am 15. März 2012 das Lied Blood for Poppies veröffentlicht. Die Single erreichte in den Billboard Modern Rock Tracks Charts Platz 17. Das Album wurde zwischen dem 11. und 16. Mai 2012 weltweit veröffentlicht. Es stieg im Vereinigten Königreich und Australien in die Top 10 ein und erreichte beim Einstieg in die amerikanischen Charts Platz 17. In Deutschland und der Schweiz platzierte sich das Album jeweils auf Platz 15, während es in Österreich auf Platz 39 der Charts einstieg. Weitere Platzierungen wurden in Neuseeland mit Platz 32, den Niederlanden mit Platz 68, in Finnland mit Platz 46, in Dänemark mit Platz 35, in Spanien mit Platz 29, in Italien mit Platz 16 und in Belgien mit Platz 28 und Platz 10 erreicht.

## Titelliste
1. Automatic Systematic Habit – 3:18
2. Big Bright World – 3:35
3. Blood for Poppies – 3:38
4. Control – 4:12
5. Not Your Kind of People – 4:57
6. Felt – 3:26
7. I Hate Love – 3:54
8. Sugar – 3:59
9. Battle In Me – 4:14
10. Man On a Wire – 3:07
11. Beloved Freak – 4:30

Neben der Standardausgabe des Albums, erschien eine Deluxeausgabe mit vier weiteren Liedern.
1. The One – 4:43
2. What Girls Are Made Of – 3:47
3. Bright Tonight – 4:02
4. Show Me – 5:14

Die japanische Deluxeausgabe beinhaltet ein weiteres Lied.
1. Love Like Suicide – 4:03

## Rezeption
| Professionelle Bewertungen | Professionelle Bewertungen |
| -------------------------- | -------------------------- |
| Kritiken                   |                            |
| Quelle                     | Bewertung                  |
| Focus                      | [ 15 ]                     |
| The Guardian               | [ 2 ]                      |
| Rolling Stone              | [ 16 ]                     |
| Musikexpress               | [ 17 ]                     |
| NME                        | [ 18 ]                     |
| Spin                       | [ 19 ]                     |

Not Your Kind of People wurde von Kritikern gemischt aufgenommen. Vielfach wird betont, dass Garbage wieder so klängen wie Ende der 1990er Jahre, als sie kommerziell am erfolgreichsten waren. Das Album eigne sich besonders für Fans, die ein neues Album von Garbage herbeigesehnt oder die 90er nie hinter sich gelassen hätten.
Gunther Reinhardt vom Rolling Stone bemängelt, dass sich Garbage zu selten trauten, etwas Neues auszuprobieren.
Deutlich negativer äußert sich Reiner Reitsamer auf musikexpress.de. Das Album sei „an Belanglosigkeit kaum zu überbieten“ und geprägt von „faden Stücke[n]“ und „platten Songtiteln wie ‚I Hate Love‘ und ‚Beloved Freak‘“.
Positiv hervorgehoben werden Automatic Systematic Habit, Not Your Kind of People, Blood for Poppies und Felt. Automatic Systematic Habit, sei „exemplarisch für die Garbage-eigene Symbiose aus Rock und Electronica […] mit viel mehr Power und frontaler Härte“, die auch in anderen Liedern des Albums zu finden sei. Reinhardt hebt das Lied Not Your Kind of People hervor, das „sich von einer Muse-Variation zu einer spektakulären, mit Britpop aufgeladenen Ode aufs Außerordentlichsein entwickelt“, während Felt so klinge, „als würden My Bloody Valentine Bowies „Heroes“ covern.“